# Furacão Sally
O furacão Sally foi um furacão destrutivo no Atlântico que se converteu no primeiro furacão em tocar terra no estado estadounidense de Alabama desde o furacão Ivan em 2004. A décima oitava tempestade nomeada e o sétimo furacão da extremamente ativa temporada de furacões no oceano Atlântico de 2020, Sally formou-se a partir de um área de clima alterado que foi monitorada pela primeira vez sobre as Bahamas a 10 de setembro de 2020. O sistema cresceu numa área ampla de baixa pressão a 11 de setembro e foi designado como depressão tropical a última hora desse dia. Cedo ao dia seguinte, a depressão tocou terra em Key Biscayne e posteriormente fortaleceu-se na tempestade tropical Sally essa tarde. O cisalhamento moderado do noroeste impediu uma intensificação significativa durante os primeiros dois dias, mas a convecção continuou crescendo para o centro e Sally intensificou-se lentamente. A 14 de setembro, produziu-se uma reforma do centro para o centro da convecção, e os dados de um avião de reconhecimento de caçadores de furacões mostraram que Sally se intensificou rapidamente até se converter num forte furacão de categoria 1. Essa noite intensificou-se ainda mais até converter num furacão de categoria 2. No entanto, um aumento na cisalhamento do vento e o afloramento de águas mais frias debilitaram a Sally ligeiramente até um furacão categoria 1 a 15 de setembro. Apesar deste aumento no cisalhamento do vento, voltou-se a intensificar inesperadamente, atingindo o estado de categoria 2 novamente a princípios de 16 de setembro antes de tocar terra em intensidade máxima às 09:45 UTC de 16 de setembro para perto de Gulf Shores em Alabama, com ventos máximos sustentados de 169 km/h (105 mph). A tempestade rapidamente enfraqueceu depois de tocar terra, tornando-se uma baixa remanescente na madrugada do dia seguinte.
Emitiram-se numerosas alertas e avisos em previsão da iminente aproximação de Sally e evacuaram-se vários condados e paróquias da costa do Golfo. No sul da Flórida, as fortes chuvas provocaram inundações repentinas localizadas, enquanto o resto da península viu atividade contínua de chuvas e tempestades devido à estrutura assimétrica de Sally. O área entre Mobile em Alabama e Pensacola na Flórida, levou-se a pior parte da tempestade com danos generalizados por vento, inundações por marés ciclónicas e mais de 510 mm (20 in) de chuva. Também ocorreram vários tornados. Estima-se que o total de danos é de ao menos $7 bilhões e se confirmaram ao menos oito mortes.

## História meteorológica
Às 00:00 UTC em 10 de setembro, o NHC começou a monitorar uma área de mau tempo nas Bahamas para um possível desenvolvimento.  Nos dois dias seguintes, a convecção aumentou rapidamente, tornou-se mais bem organizada e formou uma ampla área de baixa pressão em 11 de setembro.  Às 21:00 UTC, o sistema havia se organizado o suficiente para ser denominado Depressão Tropical Dezenove.  Às 06:00 UTC em 12 de setembro, a depressão atingiu Key Biscayne, com ventos de 56 km/h (35 mph) e uma pressão de 1007 mbar (29,74 inHg ).  Pouco depois de se mudar para o Golfo do México, o sistema se fortaleceu na tempestade tropical Sally às 18:00 UTC do mesmo dia, tornando-se a 18ª tempestade tropical ou subtropical mais antiga em uma temporada de furacões no Atlântico, ultrapassando a antiga marca de 2 de outubro, que era anteriormente definido pelo furacão Stan em 2005.  Conforme Sally se movia para o norte-noroeste, o cisalhamento do norte-oeste de uma baixa de nível superior próximo fez com que o sistema tivesse uma aparência distorcida, mas continuou a se fortalecer conforme gradualmente se movia para o norte-noroeste.  Conforme o cisalhamento relaxou um pouco, uma grande explosão de convecção e uma reforma do centro fizeram com que Sally se intensificasse rapidamente para um furacão às 16:00 UTC em 14 de setembro com ventos de 137 km/h (85 mph) e uma pressão de 985 mb (29.1 inHg).  Mais tarde, intensificou-se para 160 km/h (100 mph) furacão categoria 2 cinco horas depois, embora a sua pressão tenha subido para 987 mb (29.1 inHg).
Este aumento na força não durou muito tempo seis horas depois, um ligeiro aumento no cisalhamento do vento e ressurgência de águas mais frias causada pela velocidade lenta da tempestade enfraqueceu Sally de volta a uma categoria 1 tempestade no dia seguinte. Apesar de seu enfraquecimento, Sally começou a desenvolver um olho irregular, como mostrado em imagens de radar, embora estivesse aberto em seu lado sul.  Sally continuou a enfraquecer lentamente enquanto diminuía a velocidade tremendamente e serpenteava primeiro antes de virar para o norte, movendo-se a apenas 3.2 km/h (2 mph).  Embora a sua pressão continuasse caindo, as aeronaves de seguimento de furacões relataram que a velocidade do vento continuou a cair. À medida que Sally se aproximava da costa, no entanto, seu olho tornou-se rapidamente melhor definido e abruptamente começou a se reintensificar.  Às 05:00 UTC em 16 de setembro, a tempestade foi reintensificada de volta a uma furacão categoria 2 e ainda estava se fortalecendo.  A tempestade atingiu seu pico de intensidade às 08:00 UTC com ventos de 169 km/h (105 mph) e uma pressão de 965 mb (28.5 inHg).  Sally manteve a sua intensidade antes de fazer seu desembarque final por volta das 09:45 UTC perto de Gulf Shores, Alabama.  O olho de Sally desapareceu rapidamente enquanto a tempestade enfraquecia rapidamente enquanto se movia lentamente para o interior. Foi rebaixado para uma furacão categoria 1 às 13:00 UTC e para uma tempestade tropical às 18:00 UTC.  Ele enfraqueceu ainda mais para uma depressão tropical às 03:00 UTC em 17 de setembro antes de degenerar em uma baixa remanescente às 15:00 UTC.  Os remanescentes continuaram na direção nordeste da costa das Carolinas antes de perder sua identidade dentro de uma frente fria por volta das 18:00 UTC em 18 de setembro.

## Preparações

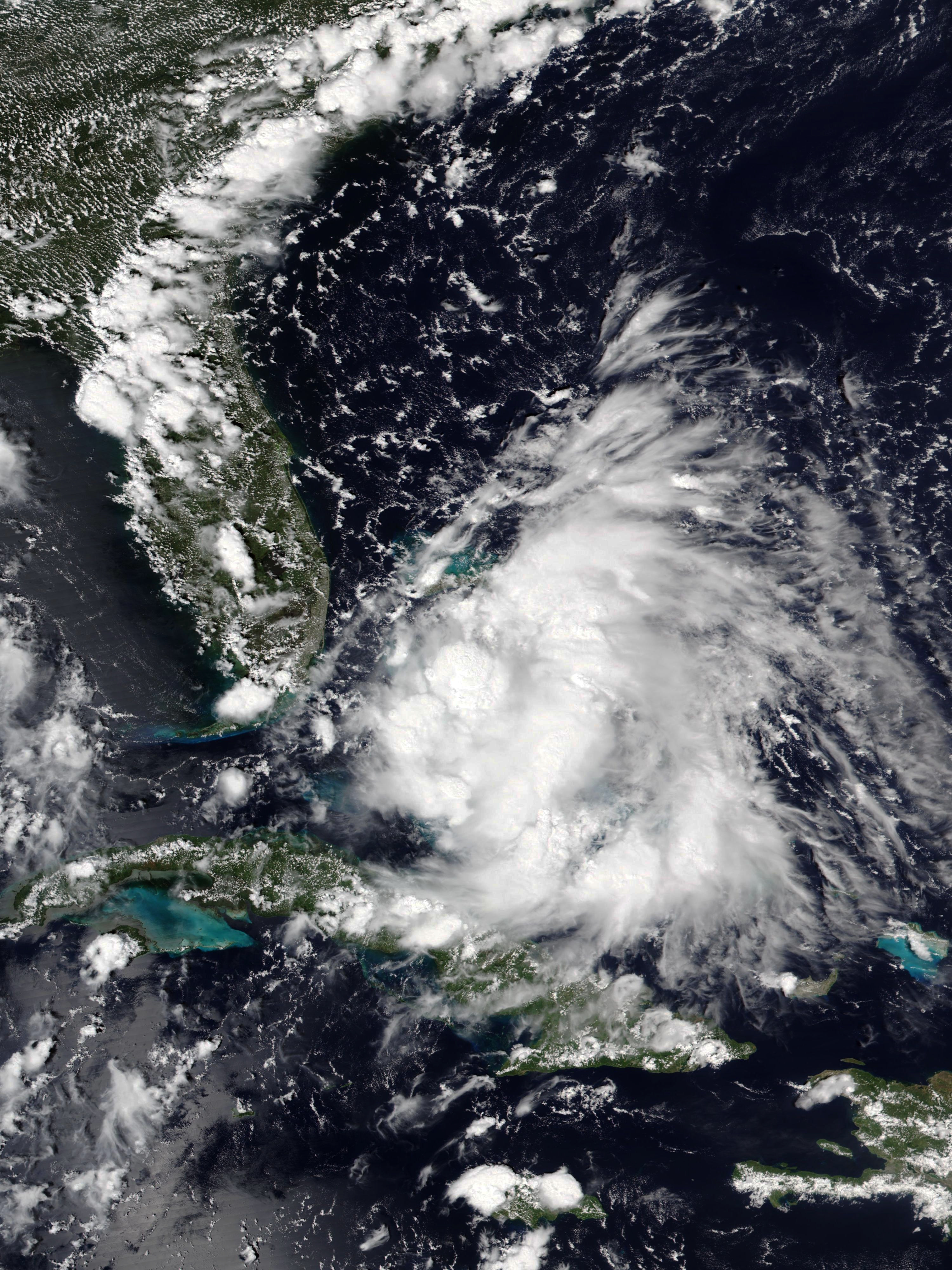
Depressão tropical Dezanove antes da formação em 11 de setembro

Devido à possibilidade de a tempestade atingir o continente como uma tempestade tropical, um alerta de tempestade tropical foi emitido para a costa do sudeste da Flórida, do sul da entrada de Júpiter ao norte do Recife do Oceano, quando os primeiros avisos foram emitidos às 21:00 UTC em 11 de setembro. Às 03:00 UTC em 12 de setembro, outro alerta de tempestade tropical foi emitido para o panhandle da Flórida, do rio Ochlockonee até a linha Okaloosa / Walton County.  Naquele mesmo dia, numerosos alertas de marés de tempestade, tempestade tropical e furacão foram emitidos para uma grande parte da Costa do Golfo dos EUA a leste de Nova Orleans às 21:00 UTC, três horas depois de Sally ser nomeada.  Muitos desses alertas foram atualizados para avisos às 09:00 UTC em 13 de setembro com mais alertas e avisos emitidos nas horas que se seguiram.  Vários alertas de tornados e de inundações foram emitidos.
Estados de emergência foram declarados nos estados de Luisiana, Mississippi e Alabama em preparação para a chegada de Sally.   Emergências também foram declaradas nas paróquias de East Baton Rouge e St. Bernard na Luisiana e Escambia, nos condados de Santa Rosa e Okaloosa na Flórida, bem como em Nova Orleans e Pensacola, na Flórida.

### Luisiana
O prefeito de Nova Orleans emitiu uma evacuação para a área não abandonada da cidade devido à tempestade enquanto o governador da Luisiana declarava estado de emergência para todo o estado, que ainda se recuperava dos efeitos devastadores do furacão Laura apenas três semanas antes. Várias paróquias e áreas foram colocadas sob ordens de evacuação obrigatória, incluindo toda a Paróquia de St. Charles e partes da Paróquia de Orleans, Paróquia de Jefferson, Paróquia de Plaquemines e Paróquia de São João Batista.  Abrigos foram abertos enquanto as aulas em escolas públicas e universidades foram canceladas em todo o sudeste da Louisiana para 15 de setembro.  A FEMA declarou que trará recursos adicionais para a Luisiana para as consequências da tempestade e não desviará recursos dos esforços de socorro do furacão Laura. A Lakeshore Drive ao longo do Lago Pontchartrain também foi fechada antes da tempestade.

### Mississippi
O estado de emergência foi declarado na noite de domingo, 13 de setembro de 2020.  O governador do Mississippi, Tate Reeves, exortou os residentes a se prepararem para Sally, que ele disse poder produzir até 51 cm (20 in) de chuva na região sul do estado. Alguns abrigos foram abertos, embora as autoridades tenham instado as pessoas que estavam evacuando a ficar com amigos, parentes ou em hotéis, se possível, por causa da ameaça de superespalhamento do coronavirus.  As evacuações obrigatórias foram ordenadas para partes do condado de Harrison e do condado de Hancock.

### Alabama
O governador do Alabama, Kay Ivey, fechou todas as praias da costa e pediu a evacuação das áreas baixas e propensas a inundações. Além disso, o prefeito da Ilha Dauphin, Jeff Collier, incentivou fortemente todas as pessoas a evacuarem a extremidade oeste depois que a água começou a invadir a estrada principal. O estado de emergência foi declarado pelo governador Kay Ivey na segunda-feira, 14 de setembro de 2020, quando escolas públicas e aulas universitárias foram canceladas ou transferidas online em antecipação à tempestade.

## Impacto
A reintensificação e súbita trilha para o leste por Sally antes do landfall pegou muitos de surpresa. Além disso, seu movimento lento fez com que as áreas costeiras entre Mobile, Alabama e Pensacola, Flórida, ficassem na parede do olho norte por horas. Mais de 500.000 clientes em Luisiana, Alabama, Flórida e Geórgia perderam energia e partes da I-10, incluindo a Escambia Bay Bridge, foram fechadas.  Foram emitidos avisos de tornado generalizado, aviso de mar especial, tempestade severa e inundações repentinas, incluindo várias emergências de inundações repentinas.

### Flórida

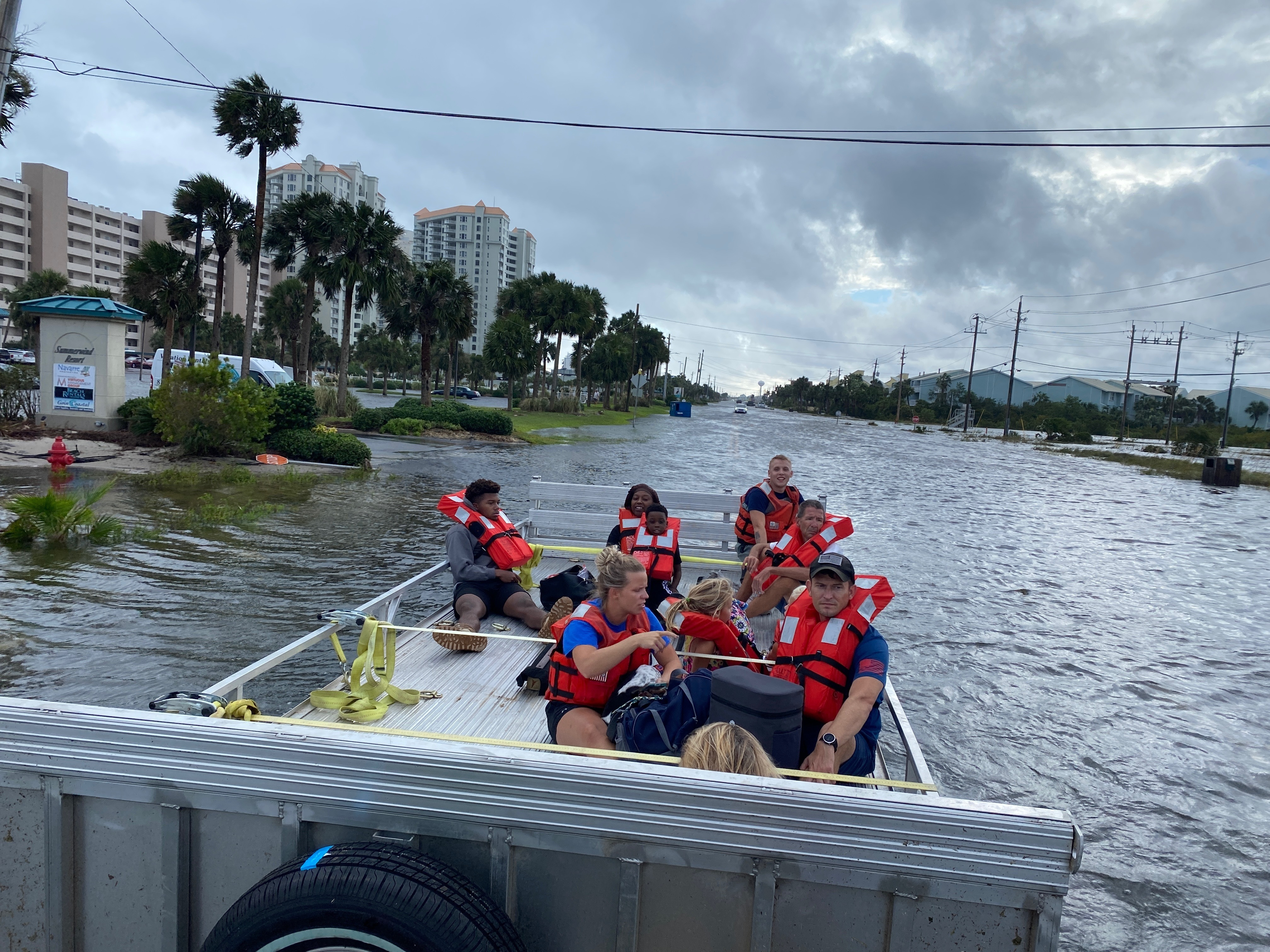
Pessoas depois de serem resgatadas pela equipa de resposta da Guarda Costeira perto de Navarre

Devido à estrutura assimétrica de Sally, quase toda a Flórida viu chuvas contínuas e tempestades a partir de 12 de setembro. Uma supercelúla de topo baixo nas bandas de chuva externas de Sally gerou um alerta de tornado a leste de Tampa, perto de Sebring, em 12 de setembro.  No dia seguinte, outra tempestade gerou dois avisos de tornado no sudoeste do condado de Lee.  Vários avisos marítimos especiais também foram emitidos para a costa da Flórida devido a possíveis trombas d'água.  Também houve um tornado relatado em Marianna.  Sally causou fortes chuvas e inundações moderadas no sul da Flórida e em Florida Keys, com quase 220 mm (8.5 in) caindo sobre a Maratona, mais de 250 mm (10 in) em Key West e com pico de 300 mm (12 in) na Chave Matecumbe Inferior.  Rajadas de tempestade tropical foram relatadas em partes da área metropolitana de Miami.
A área de Panhandle sofreu o maior impacto da tempestade na Flórida. No condado de Escambia, que inclui Pensacola, o xerife manteve os delegados da polícia ajudando os residentes "o maior tempo fisicamente possível". Tiger Point viu 91 cm (36 in) de chuva, enquanto Bellview viu 76 cm (30 in). Na própria Pensacola, mais de 61 cm (24 in) de chuva caiu e a inundação da tempestade atingiu 1.7 m (5.6 ft), o terceiro pico mais alto já registrado na cidade. Muitas ruas foram inundadas e vários carros estacionados foram destruídos quando a água entrou em seus motores. No final de 15 de setembro, vinte e duas barcaças na baía de Pensacola se soltaram devido ao forte surf. Cinco das barcaças chegaram perto do centro da cidade, enquanto a sexta se envolveu em outra colisão. O sétimo se alojou sob a ponte Garcon Point, enquanto o último alojou-se sob a ponte da baía de Pensacola, fazendo com que a ponte fosse temporariamente fechada.  Na manhã seguinte, um guindaste caiu na mesma ponte, destruindo uma parte da estrada.  O Departamento de Transporte da Flórida não foi capaz de avaliar qualquer possível dano à ponte devido aos fortes ventos em curso. Uma ruptura do encanamento ocorreu na vizinha Praia de Pensacola, levando as autoridades a aconselharem os residentes a encherem suas banheiras com água.  A cidade da Cidade do Panamá relatou lançamentos de esgoto bruto de vários locais devido às enchentes do furacão Sally, levando o Departamento de Saúde da Flórida a emitir avisos contra nadar na Cidade do Panamá até novo aviso.  Em Pensacola, um velejador de 27 anos desapareceu e mais tarde foi dado como morto quando saiu de casa em um jon de 3,5 metros, na tentativa de encontrar o barco flutuante de sua mãe que se soltou das fortes correntes e ventos fortes provocados pelo furacão. Outra pessoa em Pensacola também morreu após sucumbir ao envenenamento por monóxido de carbono devido ao uso de gerador interno.  O corpo de outro velejador desaparecido, uma caiaque feminina de 45 anos que também desapareceu no auge da tempestade, foi descoberto, marcando a terceira fatalidade em Pensacola e no estado da Flórida.

### Mississippi
Sally trouxe inundações para o Mississippi, especialmente no Condado de Jackson. No pico da tempestade, mais de 10.000 pessoas estavam sem energia ao longo da costa do golfo. A polícia de Pascagoula relatou a queda de linhas de energia e semáforos na cidade e uma queda de energia no lado leste da cidade.  Algumas partes do sul do Mississippi também relataram árvores derrubadas e placas.  Esperava-se que os danos gerais no Mississippi fossem muito maiores, mas foram reduzidos porque a tempestade se deslocou para o leste.

### Alabama

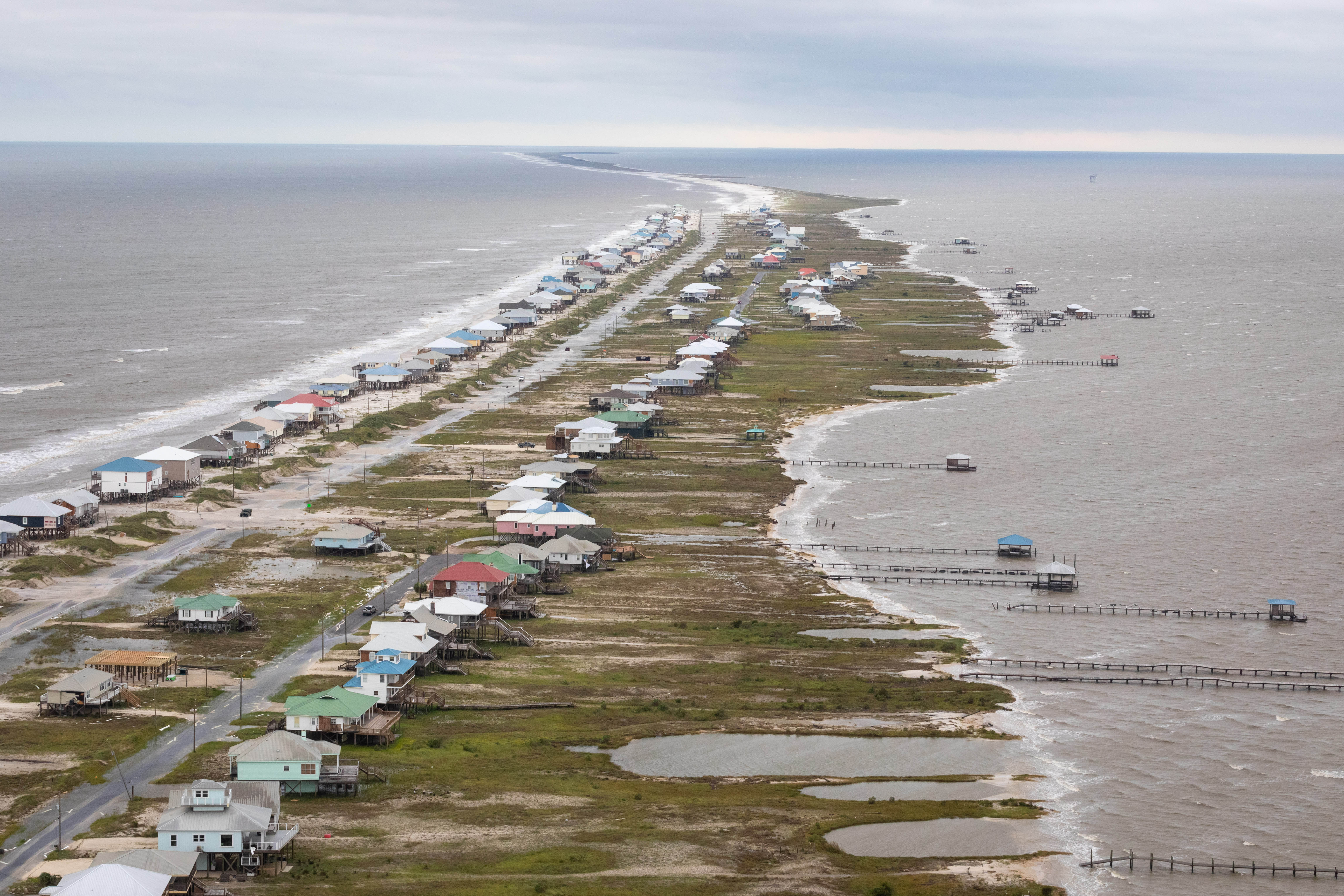
Agentes dos Serviços de estrangeirro e fronteiras e Marítimos fazem uma inspeção aos estragos causados pelo Furacão Sally perto de Mobile, Alabama em 15 de setembro de 2020

O fluxo contínuo em terra de Sally causou inundações na Ilha Dauphin no início de 14 de setembro.  Dois casinos flutuantes desocupados em Bayou La Batre, perto de Mobile, se soltaram devido à ação constante das ondas, com um deles batendo em uma doca.  Fort Morgan, Alabama, relatou uma rajada de vento de 195 km/h (121 mph) enquanto Mobile relatou uma rajada de vento de 134 km/h (83 mph). Grandes danos estruturais foram registrados no ponto de desembarque em Gulf Shores, bem como em Mobile. Um píer em Gulf Shores que foi destruído no furacão Ivan em 2004 foi parcialmente destruído novamente pela tempestade de Sally poucos dias depois de ter sido reaberto após reformas. Também houve vários relatos de danos a condomínios na Costa do Golfo, com alguns sendo destruídos. Enquanto isso, em Downtown Mobile, uma luz de rua estalou, balançando descontroladamente em seu cabo. Um posto de gasolina foi destruído em Spanish Fort, Alabama. Vários transbordamentos de esgoto foram relatados em todo o condado de Mobile após fortes chuvas do furacão Sally, causando contaminação em Dog River e Rabbit Creek.  Uma pessoa foi declarada morta e outra desaparecida em Orange Beach, uma área mais afetada pelas enchentes.  Outra pessoa morreu em Foley durante o processo de limpeza da tempestade.  Mais de 2.000 postes quebrados e 4.300 árvores em linhas de energia deixaram mais de 71.000 residências e empresas no sul e no centro do condado de Baldwin sem energia, representando 95% da área de serviço de uma cooperativa elétrica local, Baldwin EMC. Apenas 5 das 22 subestações permaneceram em serviço no dia seguinte à tempestade. Dois dias após o desembarque, em 18 de setembro, o governador do Alabama, Kay Ivey, disse em uma entrevista coletiva que 103.000 clientes ainda estavam sem energia no condado de Baldwin e outros 60.000 no condado de Mobile.  Cinco dias após o desembarque, a Baldwin EMC havia restaurado a energia para cerca de 60.000 metros, representando 75% de seus assinantes, mas 18.197 metros permaneceram sem energia.

### Em outros lugares

Os remanescentes de Sally afectando as Carolinas

Os ventos das faixas externas de Sally fizeram com que o lado sul do Lago Pontchartrain, na Luisiana, transbordasse de suas margens, inundando a Lakeshore Drive. No entanto, nenhum dano sério foi relatado, pois a tempestade mudou mais para o leste do que o previsto originalmente. Na Geórgia, três tornados foram confirmados e uma pessoa foi morta e outras duas ficaram feridas depois que um grande carvalho caiu sobre duas casas e vários carros em Atlanta.  Tornados também ocorreram em Eastover, Carolina do Sul e Rincon, onde árvores, casas, armazens e linhas de energia foram danificados.  Duas outras fatalidades ocorreram na área metropolitana de Atlanta, uma no Condado de Cobb, onde um homem perdeu a vida depois que uma estrada escorregadia fez com que um motorista perdesse o controle de seu veículo e batesse no ponto de ônibus onde o homem estava esperando, e outra no Condado de Gwinnett, onde um Uma mulher de 71 anos foi morta quando uma árvore caiu do outro lado da estrada, prendendo-a embaixo dela.
Os remanescentes do furacão Sally afetaram a Noruega, causando interrupções de energia.

## Repercussões
A tempestade causou cortes generalizados de energia em todo o condado de Baldwin e mais de 2.000 linhas de energia foram danificadas ou destruídas. A restauração da energia deve levar várias semanas. As cidades de Gulf Shores, Foley, Summerdale e Robertsdale sofreram os danos mais extensos no Condado de Baldwin.
Devido à grande quantidade de danos na cidade, um toque de recolher foi imposto em Mobile, Alabama, a partir de 16 de setembro Imediatamente após a tempestade, a Marinha Cajun, uma organização de resgate sem fins lucrativos, começou a pesquisar os danos no Alabama.
A indústria agrícola do Alabama, que já estava sob estresse devido aos impactos relacionados ao COVID, sofreu outro golpe devastador com os campos de muitos agricultores completamente inundados, plantações dilaceradas e estruturas destruídas. Ventos fortes e chuvas intensas devastaram as safras, deixando muitos agricultores em todo o estado sem esperança de uma colheita bem-sucedida.
O rio Shoal, no condado de Okaloosa, atingiu seu nível mais alto em 20 anos como resultado de todas as chuvas que caíram de Sally. Isso resultou em partes de Crestview, FL. sendo evacuado e as pontes na I-10 e FL-85 sendo fechadas para todo o tráfego.